# Кирби Андерс
Кирби Андерс је измишљени лик из АБЦ-ове сапунице ударног термина Династија. Лик је тумачила Кетлин Белер од 1982. до 1984. године. Лик је уведен у седмој епизоди треће сезоне серије, али је отписан после краја четврте сезоне. Белерова је поново тумачила лика у мини-серији Династија: На окупу 1991.
У причи, Кирби је ћерка настојника породице Карингтон Џозефа Андерса. Кад се вратила у Денвер после година у иностранству, она се упетљала у љубавни троугао са Адамом Карингтоном и Џефом Колбијем који се мрзе међу собом.
Кирби тумачи Медисон Браун од друге сезоне римејка серије канала ЦВ.

## Изворна серијa

### Изглед
Кетлин Белер се први пут појавила као Кирби 17. новембра 1982. у епизоди „Крби” треће сезоне. Последњи пут се појвила на крају четврте сезоне 9. маја 294. године у епизоди „Ружан сан”. Белерова је касније окривила за свој одлазак из Династије нове сценаристе који су запослени 1984. године, рекавши да их више "није занимао њен лик" па јој зато нису продужили уговор. У то време је говорила да ће се вратити улози ако серији то буде потребно.
Белерова је поново тумачила улогу у мини серији Династија: На окупу 1991. године.

### Приче

#### Сезона три
Кирби, ћерка настојника Блејка Карингтона Џозефа Андерса, вратила се у Денвер у епизоди „Крби” (1982. године). Она је одрасла у вили, али је последњих година била на факултету у Паризу где је радила као дадиља, али се спетљала са својим (ожењеним) послодавцем. Кад се вратила, она се сусрела са својом другарицом из детињства, ћерком Блејка Карингтона Фалон. Како су одрасле, разлика богатих и сиромашних је почела да утиче на њихово пријатељство. У епизоди „Ла Мираж”, Фалон је запослила Кирби као дадиљу свом сину Блејку. Кирби је одмах запао за око њен супруг Џеф Колби. У епизоди „Акапулко”, Џозеф је упозорио Кирби да се не меша у проблематични брак. Али како је Кирби видела да Фалонин брак са Џефом пропада − углавном због Фалониних неверстава − она је почела да се забавља са Џефом. Током тог раздобља, Блејковом сину Адаму је такође почела да се свиђа Кирби. Џеф је штитио Кирби од Адамових нежељених набацивања што је повећало напетост међу двојицом мушкараца. Адам је силовао Кирби у епизоди „Потрага”. Затим јој је понудио посао у епизоди „Два лета за Хаити” који је она одбила. Адам је поново напао Кирби у епизоди „Окупљање у Сингапуру”, али ју је спасио Џеф. У ужареном тренутку, Џеф (који се надавно развео од Фалон) је запросио Кирби. Џеф и Кирби су се венчали у Рену у следећој епизоди „Очеви и синови”. На крају сезоне, у епизоди „Викендица”, Кирби је открила да је трудна и схватила је да је дете Адамово, али се плашила да каже Џефу.

#### Сезона четири
Џозеф се убио на почетку четврте сезоне у епизоди „Брвнара”, а Кирби је остала сломљена. Блејк је објаснио да је Џозеф хтео да га заштити па је покушао да убије његову бившу супругу Алексис Колби пожаром у викендици, а кад није успео, он се убио. Кирби је сумњала да се ту још нешто крије. Она је напала Алексис у епизоди „Рочиште (1. део)” и онда је покушала да је задави. Блејк је успео да спречи Кирби. Џеф је сазнао да Кирби носи Адамово дете у епизоди „Питер де Вилбис” па је напао Адама у епизоди „Просидба”. Кад је Адам сазнао зашто га је напао, он је рекао Кирби да жели да буде отац њиховом детету, а кад је сазнао да се она разводи од Џефа, он ју је запросио. Кирби је пристала у епизоди „Ланселот”. Онда јој је откривена хиперефлексија па је одведена у болницу после чега је добила нападе и грчеве па су лекари били присиљени да је оперишу. У епизоди „Девојчица”, Адам је открио да дете није преживело. Адам и Кирби су решили да наставе да спремају свадбу. Како би их спречила да се венчају, Алексис јој је понудила посао у Паризу. Кад је она одбила, Алексис јој је рекла прави разлог зашто је Џозеф покушао да је убије − да би је спречио да открије Кирби да јој мајка није умрла кад је била мала него да је одведена у болницу. Кирби је остала потресена. У епизоди „Глас (2. део)”, она је посетила болницу и открила да јој је мајка умрла пре неколико година. Како је даље истраживала, Кирби је пронашла очеву опроштајну поруку у Блејковом столу у епизоди „Глас (3. део)”. Доведена до ивице, Кирби је посегла за пиштољем. Кирби је покушала да убије Алексис у епизоди „Признаница”, али је била прекинута. На крају сезоне у епизоди „Ружан сан”, Кирби је уперила пиштољ у Алексис, али није могла да пуца. Алексис је рекла да је неће пријавити ако оде из Денвера. Кирби је изненада раскинула веридбу са Адамом и отишла из града.

#### На окупу
Кирби је радила у Паризу као преводитељка за "Конзорцијум" кад је налетела на Адама Карингтона. Кирби и Адам су поново започели своју везу кад је Кирби њему и Блејку помогла да поврате управљање над "Денвер−Карингтоном". Кирби и Адам су саопштили да ће се венчати на крају мини-серије.

## Римејк
Римејк Династије је премијерно почео на каналу ЦВ 11. октобра 2017. године, а у њему је Алан Дејл играо настојника Карингтонових Андерса. У августу 2018. године, ЦВ је најавио да је Медисон Браун одабрана да глуми његову ћерку Кирби у другој сезони.
Пре почетка друге сезоне, извршна продуценткиња Сали Патрик је рекла: "Видећемо како Андерс држи [Кирби] уз своје скуте јер не само да имају сложен и затегнут однос, него и она има равно затегнут однос са Карингтоновима, а како је Андерс одан пријатељ Карингтоновима и запослени… она може много тога да му угрози. Он наравно воли своју ћерку, али такође није осећао да јој је био родитељ како треба и зато је она живела са мајком неко време у Аустралији".

### Приче

#### Сезона један
У епизоди „Бљесак из прошлости” настојник Карингтонових Џозеф Андерс открио је Сему Џоунсу да има ћерку Кирби која живи са мајком у Аустралији. Андерс је кренуо да је позове, али је спустио слушалицу. На крају прве сезоне у епизоди „Мртвац долази”, Стивен и Фалон су рекли Џефу да је једна "психопата" Кирби живела са њима у вили кад су били мали и малтретирала Фалон. Сем је открио да је позвао Кирби на своју и Стивенову свадбу. Она се касније појавила у вили и видела са оцем, али јој лице није виђено.

#### Сезона два
Андерс је крио Кирби на почетку друге сезоне у епизоди „Двадесетдва комарца”. Пошто су сумњали да је починила тровање кад је била мала, Андерс је хтео да је склони док онај ко је подметнуо пожар на Семовој и Стивеновој свдби не буде ухапшен. Након што су се Кирби и Андерс посвађали због њеног дивљег начина живота и неповерења, Кирби је отишла код Џефа Колбија. Док се у епизоди „Легло змија” приближавало свечано отварање Клуба "Колби", Кирби је убедила Џефову сестру Монику да јој да посао. Уз то, она је убацила пацове у конкорентни клуб како би се побринула да отварање буде успешно. Кирби се посвађала са Фалон на свечаном отварању и заклела се да ће јој се осветити што је морала да иде у Аустралију кад је била мала. Ипак, Фалон је касније средила да ухапсе Кирби због напада. Кирби је пуштена у епизоди „Насотјник је крив” под условом да иде на лечење. Током тих разговора, Кирби се вратило једно потиснуто сећање кад се Андерс свађао са Фалонином мајком Алексис око једне ноћи коју су провели заједно. Алексис је ухватила Кирби једном кад је прислушкивала па ју је укорила што је навело Кирби да схвати да јој је Алексис сместила пожар, а не Фалон. Кирби је разговарала са Андерсом, а онда је он разговарао са Алексис, а Кирби је кришом снимила Алексис како је признала да је Андерс отац једног њеног детета. Кирби је веровала да је то Фалон, али кад је јавно открила прељубу, Андерс је признао и открио да му је син Стивен. У епизоди „Пахуље у паклу”, Кирби је наставила да сплеткари против Алексис па је тиме затегла још више однос са Карингтоновима, докопала се Стивенове кредитне картице и направила је да изгледа као да је Алексис крива за коришћење средстава са исте. У епизоди „Краљица шоља”, Кирби је убедила Џефа да је убаци у једну од својих партија покера да би зарадила новац да врати Стивену дуг. Иако није зарадила новац који јој је требао, њој се указала нова прилика јер је изабрана да буде заменска мајка Стивеновом и Семовом детету. На крају то није успело у епизоди „Вештица једна”, али се помирила са Андерсом који ју је позвао да се врати у вилу.